# Polisstyrka X7
Polisstyrka X7 (originaltitel: Goryachie Novosti bokstavligen Nyhetsmakarna) är en rysk/svensk actionfilm från 2009 i regi av Anders Banke. Filmen spelades till stor del in i Moskva och Trollhättan. Loa Falkman har en liten men viktig roll mot filmens slut som en skrupellös svensk mediakung. Filmen är en nyinspelning av Jonnie Tos film Breaking News.

## Handling
En uppgörelse mellan den hämndlystne polisen Smirnov och den farlige gangstern Herman utvecklas till ett fullskaligt krig, både på gatorna och i medierna.

## Rollista i urval
- Andrey Merzlikin som Smirnov
- Evgeniy Tsyganov som German
- Mariya Mashkova som Katja
- Sergey Garmash som Killer
- Maksim Konovalov som Klej
- Yuri Shlykov som General Boldyrev
- Loa Falkman som Tillström

## Om filmen
Anders Bankes Frostbiten blev en stor hit i Ryssland och efter det tillfrågades densamme om att regissera en nyinspelning av Breaking News efter ett ryskt manus. Eftersom Banke var bekant med språket hade han inga problem att regissera den ryska ensemblen. Förutom originalfilmen tog Anders Banke inspiration från filmen Heat.

## Övrigt
I en scen visas ett klipp från Frostbiten på en teve. Scenen visar när Beckert dödar en vampyr i bårhuset.